# Nitrobenzylchloride
| Gefahrensymbol |

| Gefahrensymbol |

| Gefahrensymbol | Gefahrensymbol |

Die Nitrobenzylchloride bilden in der Chemie eine Stoffgruppe, die sich sowohl vom Benzylchlorid als auch vom Nitrobenzol ableitet. Die Struktur besteht aus einem Benzolring mit angefügter Chlormethyl- (–CH2Cl) und Nitrogruppe (–NO2) als Substituenten. Durch deren unterschiedliche Anordnung (ortho, meta oder para) ergeben sich drei Konstitutionsisomere mit der Summenformel C7H6NO2Cl.

## Eigenschaften
Die Nitrobenzylchloride sind Feststoffe. Das 4-Nitrobenzylchlorid, das die höchste Symmetrie aufweist, besitzt den höchsten Schmelzpunkt.